# Teinopodagrion lepidum
Teinopodagrion lepidum är en trollsländeart som först beskrevs av Racenis 1959.  Teinopodagrion lepidum ingår i släktet Teinopodagrion och familjen Megapodagrionidae. Inga underarter finns listade i Catalogue of Life.